# チャンスリー・レーン駅
チャンスリー・レーン駅（チャンスリー・レーンえき、英語: Chancery Lane tube station）はセントラル・ロンドン、ホルボーンにあるロンドン地下鉄の駅である。
当駅は1900年7月30日、チャンスリー・レーン近くに開業し、セントラル線セント・ポールズ駅とホルボーン駅の間にあり、トラベルカード・ゾーン1に含まれる。
ハイ・ホルボーン、ハットン・ガーデン、グレー・イン・ロードの交差点地下に駅はあり、地下道で駅にアクセスする構造になっている。

## 歴史
チャンスリー・レーン駅はセントラル・ロンドン鉄道（Central London Railway、CLR）の駅として1900年7月30日に開業した。駅出入口は元々ハイ・ホルボーン北側の31番地から33番地の間、400フィート (122 m)ほど西のチャンスリー・レーンとハイ・ホルボーンの交差点付近にあった。地上からホームへは4基のエレベーターで連絡していたが、1930年代にエスカレーターを用いるよう改修されている。既存の駅出入口とホームをエスカレーターで連結することが出来なかったため、出入口の場所が1934年6月25日に現在の位置に移設されている。旧来の出入口は閉鎖され、新しい出入口の位置から駅名は「チャンスリー・レーン（グレイ法曹院）」と変更されたが、「グレイ法曹院」の名前は次第に使われなくなった。
セントラル・ロンドン鉄道の建設工事では、建物に列車の振動が伝わることを避けるため、線路は建物直下を避けて道路の下に建設された。チャンスリー・レーン駅周辺の道路幅が狭かったことから、複線のトンネルを左右並行に構築することが出来ず、西行トンネルの上に東行トンネルが作られた。
チャンスリー・レーン駅にはロンドン地下鉄に8駅あるロンドン深部防空壕(London deep-level shelters)を駅下部に併設する駅である。第二次世界大戦後に防空壕はキングスウェイ電話交換局に転用された。防空壕には廃止されたエレベーター用の穴と、ファーンヴァル・ストリートとトゥックス・コートの交差点にある入口から出入りすることが出来る。

## 事故
2003年6月25日、当駅で発生した脱線事故で主電動機が脱落し、32人の乗客が負傷した。脱線した車両と同じ1992形電車を使用するセントラル線とウォータールー&シティー線が原因究明と暫定対策完了までの間運休となった。

## バス路線
ロンドンバス8、25、17、45、46、242、341、521、深夜バスN8が当駅を経由する。

## ギャラリー

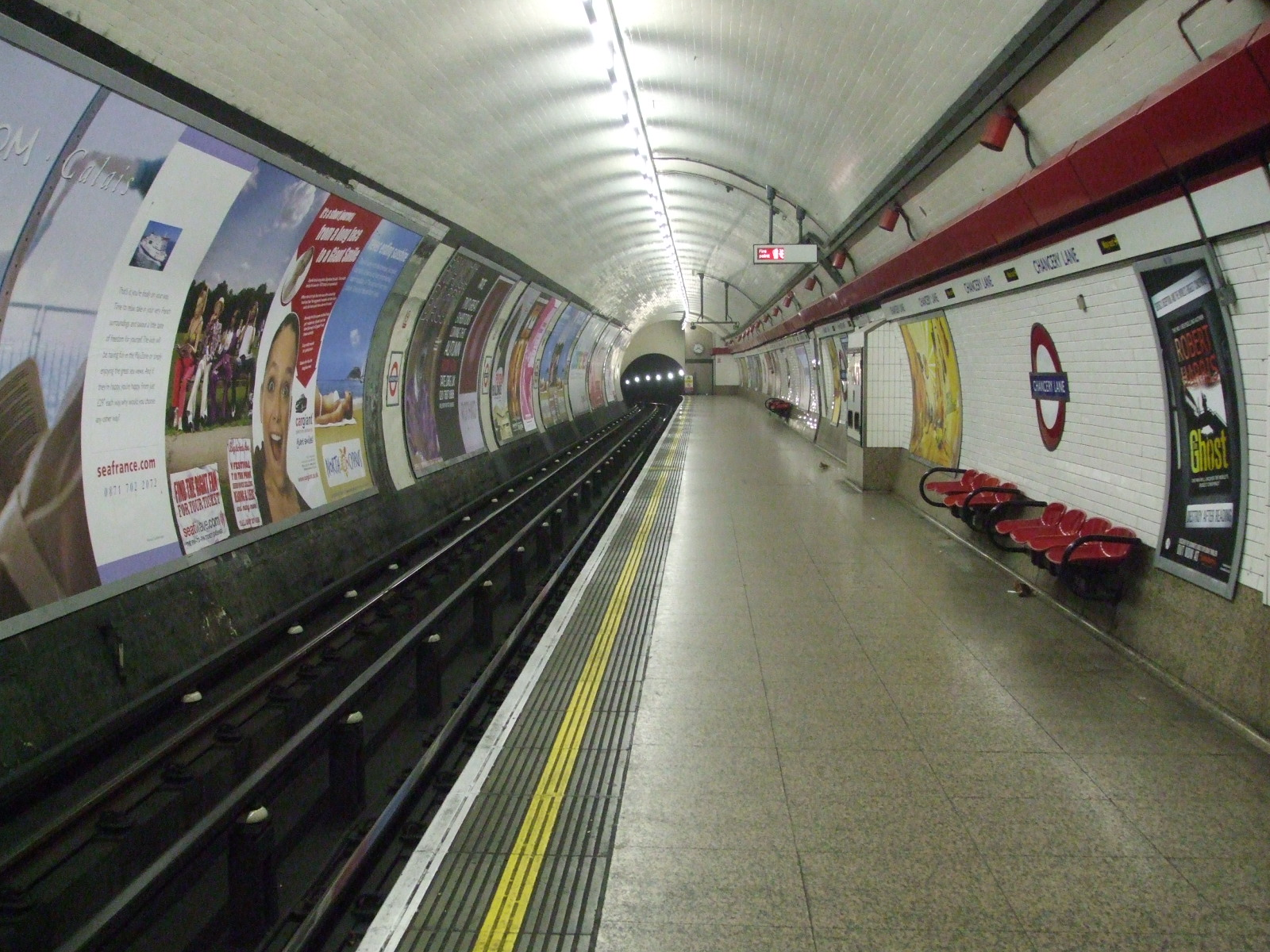
東行ホーム、西を見る
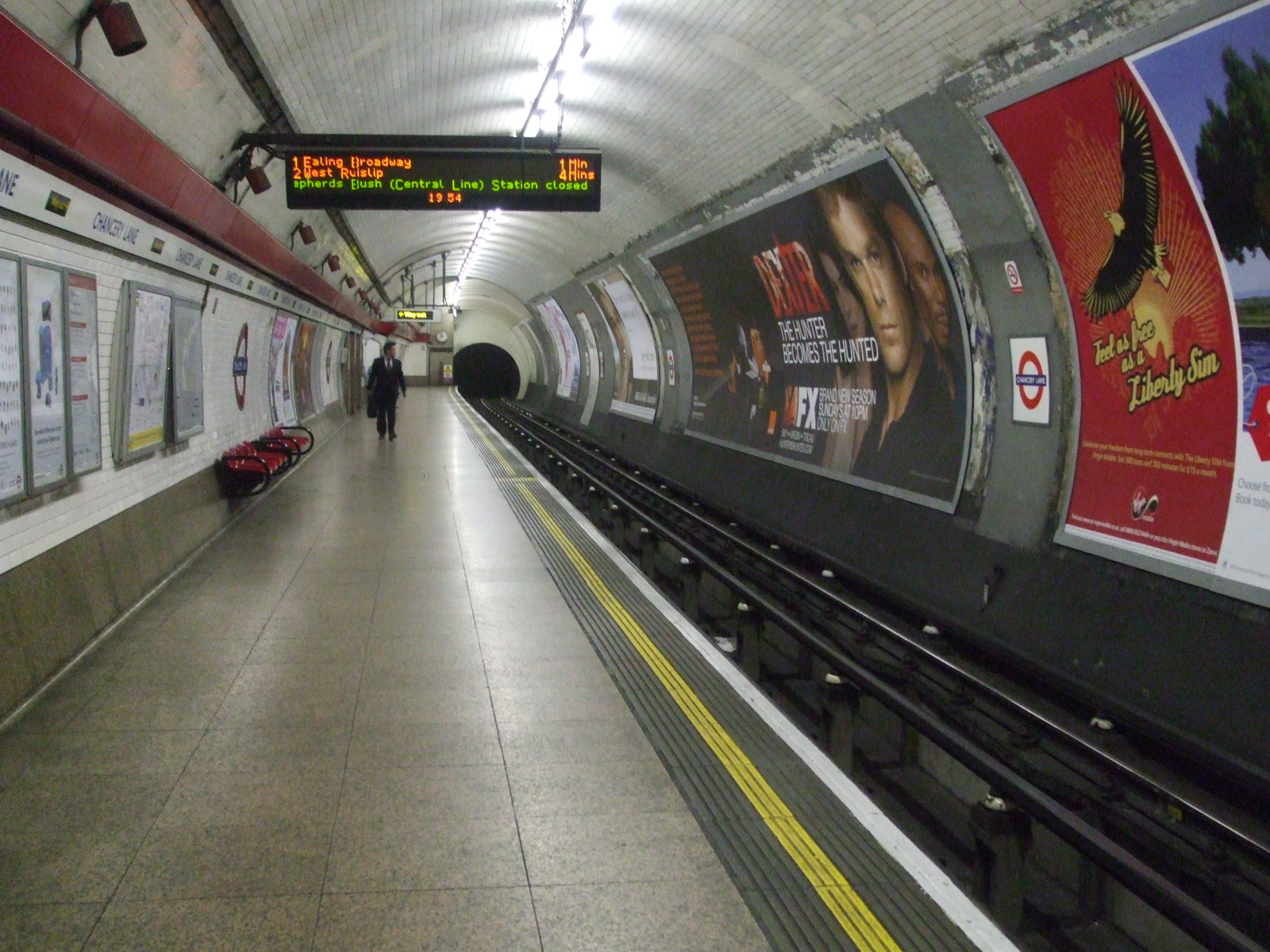
西行ホーム、東を見る
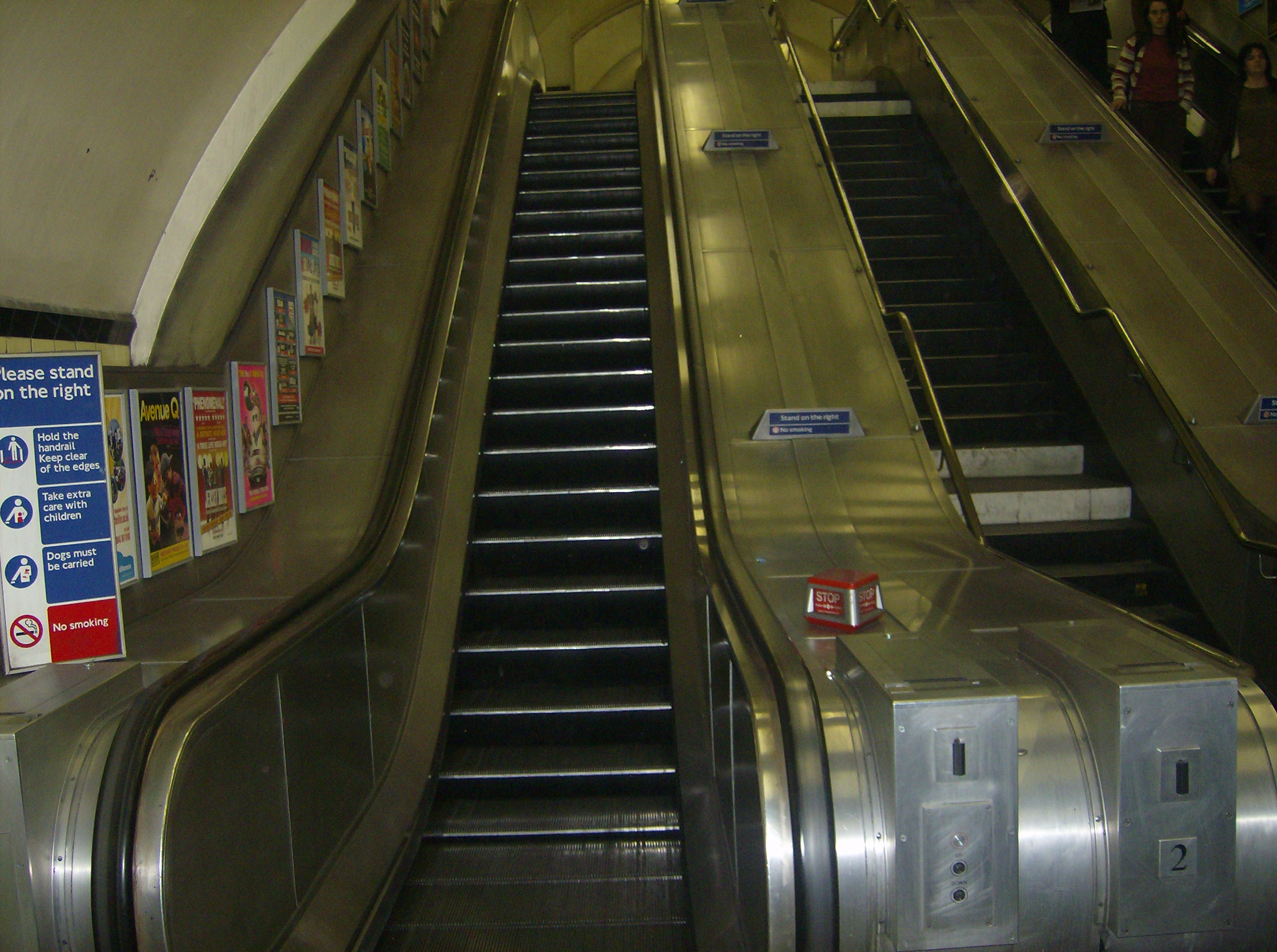
ロンドン地下鉄で最も短いエスカレーター
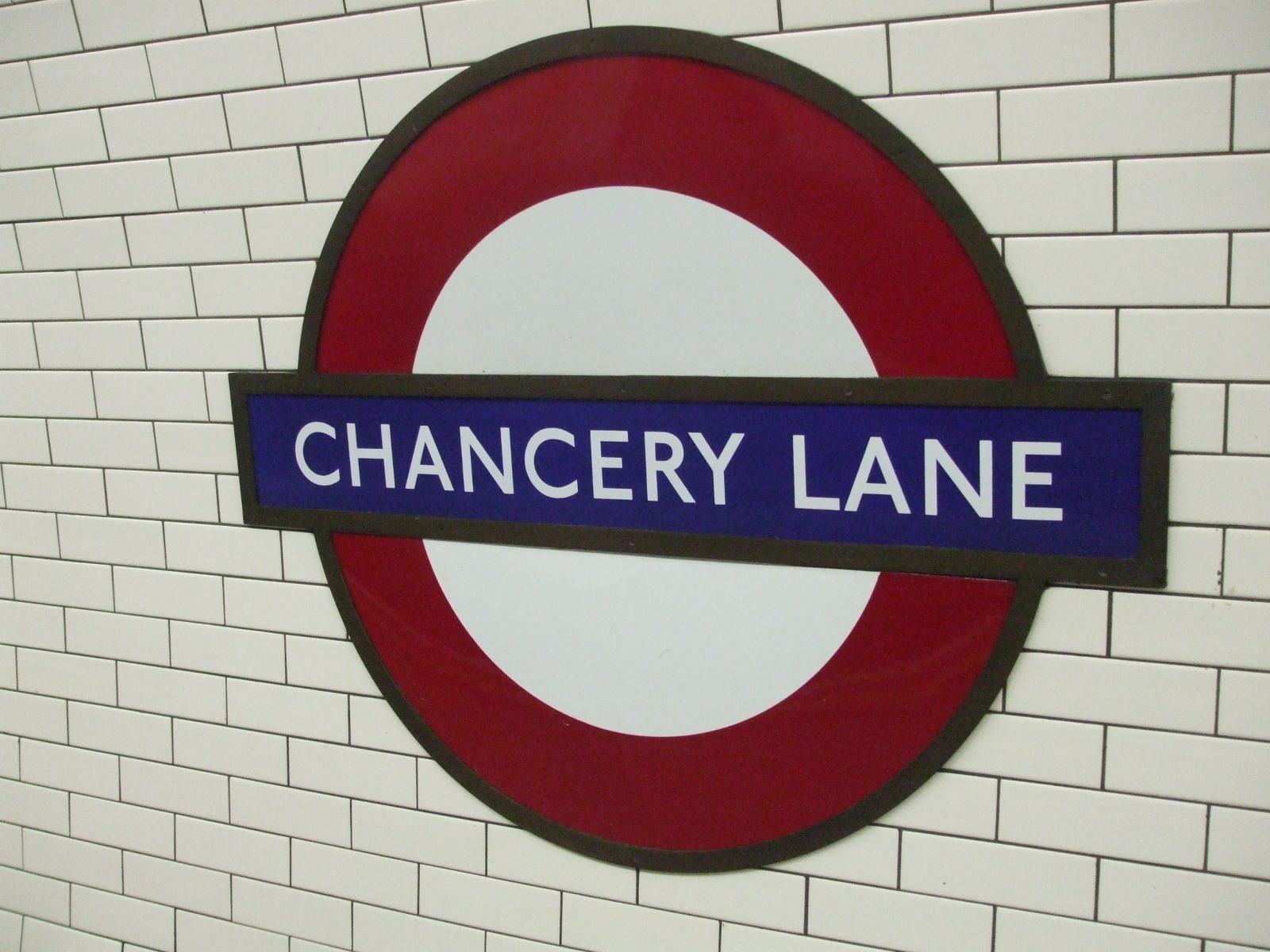
東行ホームの駅名標
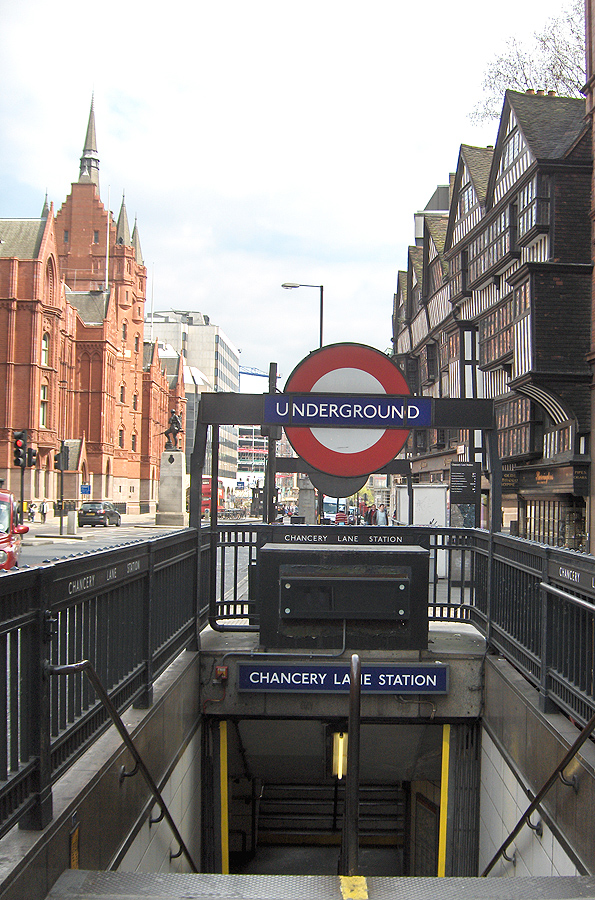
南口

## 隣の駅
ロンドン交通局
ロンドン地下鉄
■セントラル線
ホルボーン駅 - チャンスリー・レーン駅 - セント・ポールズ駅